# 天主教尼科萊教區
天主教尼科萊教區（拉丁語：Dioecesis Nicoletana）是加拿大一個羅馬天主教教區，屬舍布魯克總教區。1885年7月10日升為教區。
教區位於魁北克南部。2004年有教友189,895人，佔轄區總人口98.0%。教區下轄八十五堂區，有146名司鐸。現任教區主教為安德肋·加薩爾尼。